# Moi et ma cheminée
Moi et ma cheminée est une nouvelle d'Herman Melville publiée en 1856.

## Historique
Moi et ma cheminée est une nouvelle d'Herman Melville publiée en mars 1856 dans la revue Putnam's Monthly.

## Résumé
Le narrateur, installé à la campagne, apprécie particulièrement l'extraordinaire cheminée de sa demeure. Mais, sa femme n'est pas du même avis...

## Éditions en anglais
- I and My Chimney, dans le numéro 39 de Putnam's Monthly en mars 1856.

## Traductions en français
- Moi et ma cheminée, traduit par Armel Guerne, Falaize, 1951.
- Moi et ma cheminée, par Philippe Jaworski, Herman Melville, Œuvres, IV , Bibliothèque de la Pléiade, éditions Gallimard, 2010.